# Sétolé
Sétolé (en macédonien Сетоле) est un village du nord-ouest de la Macédoine du Nord, situé dans la municipalité de Tetovo. Le village comptait deux habitants en 2002.

## Démographie
Lors du recensement de 2002, le village comptait :
- Macédoniens : 2